# Jim Varney
James Albert "Jim" Varney, Jr. (Lexington, Kentucky, 15 de juny de 1949 − White House, Tennessee, 10 d'octubre de 2000) va ser un actor còmic estatunidenc.

## Vida personal
Varney es va casar dues vegades, amb Jacqueline Drew (1977-1983) i Jane Varney (1988-1991). Tots dos matrimonis van acabar en divorci, encara que ell seguia sent amic de Jane fins que va morir, ella es va convertir en el portaveu de Varney i el va acompanyar a l'estrena de Toy Story 2. També era bon amic de Blake Clark.

## Malaltia i mort
Durant el rodatge de Hostage Treehouse l'agost de 1998, Varney va començar a desenvolupar una tos forta. Al principi, es va pensar que podria haver agafat un refredat pel clima de la zona on hi havia la pel·lícula filmada. Però com la tos va empitjorar, Varney va començar a veure sang en el mocador. Després de la filmació estava completa, Varney es va dirigir immediatament al metge. Una vida llarga i pesada fumador, Varney havia desenvolupat càncer de pulmó. La malaltia va anar a pitjor, però Varney va continuar el rodatge de pel·lícules. Després de ser diagnosticat, segons els informes, va llançar els seus cigarrets a les escombraries, i deixar de fumar. També durant aquest temps, Varney va filmar un anunci contra el tabaquisme aprofitant el seu personatge d'Ernesto.
Varney finalment va tornar a Tennessee, on va passar per la quimioteràpia amb l'esperança que podia vèncer la malaltia. Va ser testimoni que ell va posar al seu llit de mort, les seves últimes paraules al seu company van ser: "Si us plau, deixeu la finestra oberta." Va morir el 10 de febrer de 2000 a casa seva a White House, un suburbi de Nashville, a l'edat de 50 anys. Va ser enterrat al cementiri de Lexington, Kentucky

## Filmografia
| Any  | Títol                                                      | Paper | Notes     |
| ---- | ---------------------------------------------------------- | --- | --------- |
| 1982 | Spittin' Image                                             | Xèrif |           |
| 1983 | Knowhutimean? Hey Vern, It's My Family Album               | Ernest P. Worrell / Davy Worrell & Company / Ace Worrell / Lloyd Worrell / Billy Boogie Worrell / Rhetch Worrell / Pop Worrell |           |
| 1986 | Dr. Otto and the Riddle of the Gloom Beam                  | Dr. Otto / Ernest P. Worrell / Rudd Hardtact / Laughin' Jack / Guy Dandy / Auntie Nelda                                        |           |
| 1986 | Ernest's Greatest Hits Volume 1 (The Ernest Film Festival) | Ernest P. Worrell |           |
| 1987 | Ernest Goes to Camp                                        | Ernest P. Worrell |           |
| 1987 | Hey Vern, Win $10,000...Or Just Count On Having Fun!       | Ernest P. Worrell |           |
| 1988 | Ernest Saves Christmas                                     | Ernest P. Worrell / Aster Clement / Tia Nelda / Mrs. Brock / mare de Marty/ The Snake Guy                                      |           |
| 1989 | Fast Food                                                  | Wrangler Bob Bundy |           |
| 1990 | Ernest Goes to Jail                                        | Ernest P. Worrell / Mr. Felix Nash / Auntie Nelda                                                                              |           |
| 1991 | Ernest Scared Stupid                                       | Ernest P. Worrell |           |
| 1992 | Ernest's Greatest Hits Volume 2                            | Ernest P. Worrell |           |
| 1993 | Foc salvatge (Wilder Napalm)                               | Rex |           |
| 1993 | The Beverly Hillbillies                                    | Jed Clampett |           |
| 1993 | Ernest Rides Again                                         | Ernest P. Worrell |           |
| 1994 | Ernest Goes to School                                      | Ernest P. Worrell / Aster Clement / Baby Ernest / Auntie Nelda / Bunny / Coy                                                   |           |
| 1995 | Slam Dunk Ernest                                           | Ernest P. Worrell |           |
| 1995 | The Expert                                                 | Snake |           |
| 1995 | School Story                                               | Koby Boese | Només veu |
| 1995 | Toy Story                                                  | Slinky Dog | Només veu |
| 1995 | Bubba Goes Hunting                                         | Bubba |           |
| 1996 | Snowboard Academy                                          | Rudy James |           |
| 1997 | Blood, Friends and Money                                   | The Old Mariner |           |
| 1997 | 100 Proof                                                  | Rae's Father |           |
| 1997 | Ernest Goes to Africa                                      | Ernest P. Worrell / Hey You, the Hindu / Auntie Nelda / African Woman Dancer                                                   |           |
| 1997 | Annabelle's Wish                                           | Mr. Gus Holder | Només veu |
| 1998 | Ernest in the Army                                         | Soldat ras Ernest P. Worrell / Capità Ernest P. Worrell / Operation Sandtrap Arab                                              |           |
| 1998 | 3 Ninjas: High Noon at Mega Mountain                       | Lothar Zogg |           |
| 1999 | Existo                                                     | Marcel Horowitz |           |
| 1999 | Treehouse Hostage                                          | Carl Banks |           |
| 1999 | School Story 2                                             | Koby Boese | Només veu |
| 1999 | Toy Story 2                                                | Slinky Dog | Només veu |
| 2001 | Atlantis: L'imperi perdut (Atlantis: The Lost Empire)      | Jebidiah Allardyce 'Cookie' Farnsworth                                                                                         | Només veu |
| 2001 | Daddy and Them                                             | Hazel Montgomery |           |